# Isla Chrząszczewska
La isla Chrząszczewska (en polaco: Wyspa Chrząszczewska, AFI: [ˈvɨspa χʃɔ̃ʃˈt͡ʃɛfska]; anteriormente en alemán: Insel Gristow) es una pequeña isla del noroeste de  Polonia que se encuentra en el Dziwna, un brazo del río Oder, prácticamente en la desembocadura en el Báltico, y que tiene una superficie estimada en 9 km² y.
Administrativamente depende del voivodato de Pomerania Occidental.